# Проклятие
Проклятие — словесная формула (слово, словосочетание), содержащая пожелание зла в адрес кого- или чего-либо, ругательства. 
Крайнее, бесповоротное осуждение, знаменующее полный разрыв отношений и отторжение. Встречается в древней литературе, в частности в Библии или в Коране, как крайнее осуждение каких-либо грешных поступков. В верованиях — заклинание, вербальный ритуал, имеющий целью магической силой слова нанести вред обидчику, недругу, «наслав» на него злой рок.

## Концепция
Убеждённость в действенности благословления или проклятия исходит из веры в силу слова воздействовать на объективную реальность. Первоначально благословления и проклятия представляли собой особого рода заговоры или заклятия. По мере развития религиозных представлений и с возникновением идеи о влиянии божеств на судьбы людей к заговорам стали присоединять имена божеств, заставляя их силой «слова» делать то или другое, привлекая их гнев или благосклонность.
В талмудической литературе проклятие выражали в трёх формах:
- обращение к Богу, чтобы он послал смерть или несчастье определённому лицу;
- произнесение слов проклятия;
- устремлённый гневный взгляд.

## Зависимость от контекста
Осуществление высказанных пожеланий, добрых или злых, зависит, как верят, от особенного дара или авторитета людей их высказавших. Считалось, что Моисей, вследствие своей близости к Богу, в особенно сильной степени обладал этой способностью. После его смерти эта сила перешла к священникам, которой они могли пользоваться исключительно в интересах своего народа. Поднятые вверх руки священников навлекали благословения на Израиль. Внутри семьи эта мистическая привилегия награждать домочадцев счастьем или горем принадлежала отцу семейства, особенно на склоне дней.
По Библии, проклятие является выражением пожелания, основанного на убеждении в своей правоте, почему пожелание и «будет исполнено небом». В противном случае проклятие обращалось на того, кто его произносил, или не имело никакого действия. Мудрец советует своим ученикам не страшиться злословий врагов, «ибо проклятие без достаточного основания лишено всякой силы». Господь мог даже обратить его в благословение. Торжественным проклятием усиливали действие угроз, сопровождали объявление наказания или обнародование закона.
В Древней Греции существовали персонификации духов проклятий и мести — эринии, известные у древнеримских поэтов как «фурии». Считалось, что они преследуют преступников и нарушителей нравственности. И также могут быть насылаемы проклятиями обиженных на обидчиков.

## Законы о проклятиях
Библейский закон устанавливал несколько категорий лиц, в отношении которых проклятие было запрещено. В высшей степени преступно было проклинать Господа, а равным образом и родителей. Проклятие родителей с упоминанием имени Бога каралось смертной казнью. Запрещалось и проклинать ближних с призыванием имени Бога. Грешно было проклинать власти и глухонемых.
В России в XVII—XIX века существовало понятие «кликуши», так называли людей, страдающих истерическими припадкам с криками. Считалось, что в момент припадков они могут выкрикивать имена тех, кто навёл на них порчу и проклятия. По этой причине в XVII веке лица, имена которых называли кликуши, привлекались к суду по обвинению в колдовстве и предавались пыткам, самих же кликуш отчитывали. В начале XVIII веке к ответственности стали привлекать самих кликуш, поскольку Пётр I видел в кликушестве притворное беснование, имеющее целью оговорить невинных людей.
В современном законодательстве публичные высказывания похожие на проклятия могут расцениваться как преступления против личности: оскорбления и угроза нанесения вреда здоровью.